# 彩乃かなみ
彩乃 かなみ（あやの かなみ、1976年8月7日 - ）は、日本の女優・歌手。元宝塚歌劇団月組トップ娘役。
群馬県前橋市、県立前橋女子高等学校出身。身長160cm。愛称は「みほこ」。

## 来歴
1995年、宝塚音楽学校入学。
1997年、宝塚歌劇団に83期生として入団。雪組公演「仮面のロマネスク／ゴールデン・デイズ」で初舞台。
1998年、組まわりを経て花組に配属。
瑞々しい舞台姿で早くから注目を集め、1999年の「ロミオとジュリエット'99」でバウホール公演初ヒロイン。続く「タンゴ・アルゼンチーノ」で新人公演初ヒロイン。その後も4度に渡って新人公演ヒロインを務める。
2001年の「マノン」（バウホール・日本青年館公演）で、東上公演初ヒロイン。後にコンビを組むこととなる瀬奈じゅんの相手役を務める。同年8月14日付で宙組へと組替え。
宙組時代は新人公演のヒロインを続けて演じ、トップ娘役・花總まりに次ぐ2番手格として活躍。また高い歌唱力で歌手として多く起用され、エトワールを幾度も務める。
2005年4月4日付で月組へと組替えし、5月23日付で月組トップ娘役に就任。瀬奈じゅんの相手役として、「Ernest in Love」（梅田芸術劇場公演）でトップコンビお披露目。
2008年7月6日、「ME AND MY GIRL」東京公演千秋楽をもって、宝塚歌劇団を退団。
退団後も舞台を中心に、女優・歌手として活動している。

## 宝塚歌劇団時代の主な舞台

### 初舞台
- 1997年3 - 5月、雪組『仮面のロマネスク』『ゴールデン・デイズ』（宝塚大劇場のみ）

### 組まわり
- 1997年8月、星組『誠の群像』『魅惑II』（東京宝塚劇場のみ）
- 1997年11月、月組『EL DORADO』（東京宝塚劇場のみ）

### 花組時代
- 『SPEAKEASY』リトル・スージー・リー、新人公演：ルーシー（本役：渚あき）『スナイパー』
- 『ロミオとジュリエット'99』（バウホール）ジュリエット バウ初ヒロイン[4][3]
- 『タンゴ・アルゼンチーノ』ルネ、新人公演：マルグリット（本役：大鳥れい）『ザ・レビュー'99』 新人公演初ヒロイン、初エトワール[4][3]
- 『源氏物語 あさきゆめみし』女三宮、新人公演：明石の上（本役：水夏希・彩吹真央）『ザ・ビューティーズ!』
- 『ルートヴィヒII世』ゾフィー『Asian Sunrise』 エトワール
- 『マノン』（バウホール・日本青年館）マノン・レスコー 東上初ヒロイン[3]
- 『ミケランジェロ』クラリーチェ『VIVA!』

### 宙組時代
- 『フィガロ!』（バウホール・日本青年館）スザンナ 東上ヒロイン
- 『カステル・ミラージュ』パティ、新人公演：エヴァ・マリー（本役：花總まり）『ダンシング・スピリット!』 新人公演ヒロイン、エトワール[3]
- 『鳳凰伝』タマル、新人公演：トゥーランドット（本役：花總まり）『ザ・ショー・ストッパー』 新人公演ヒロイン[4][3]
- 『傭兵ピエール』ルイーズ、新人公演：ジャンヌ・ダルク（本役：花總まり）『満天星大夜總会』 新人公演ヒロイン[4][3]
- 『鳳凰伝』アデルマ『ザ・ショー・ストッパー』（博多座）
- 『白昼の稲妻』ベラ『テンプテーション!』 エトワール
- 『ファントム』ソレリ エトワール
- 『THE LAST PARTY』（バウホール）ゼルダ バウヒロイン
- 『ホテル ステラマリス』アリソン『レヴュー伝説』 エトワール

### 月組トップ娘役時代
- 『Ernest in Love』（梅田芸術劇場）グウェンドレン・フェアファックス トップお披露目公演[3]
- 『JAZZYな妖精たち』シャノン・マクニール『REVUE OF DREAMS』 大劇場トップお披露目公演[3]
- 『あかねさす紫の花』額田女王『REVUE OF DREAMS』（中日劇場）
- 『THE LAST PARTY』（東京芸術劇場）ゼルダ
- 『暁のローマ』ポルキア『レ・ビジュー・ブリアン』
- 『あかねさす紫の花』額田女王『レ・ビジュー・ブリアン』（全国ツアー）
- 『パリの空よりも高く』ミミ『ファンシー・ダンス』
- 『ダル・レークの恋』（全国ツアー）カマラ
- 『MAHOROBA』『マジシャンの憂鬱』オトタチバナヒメ／ヴェロニカ[3]
- 『A-“R”ex-如何にして大王アレクサンダーは世界の覇者たる道を邁進するに至ったか-』（ドラマシティ・日本青年館）ニケ[3]
- 『ME AND MY GIRL』サリー・スミス 退団公演[3]

## 宝塚歌劇団退団後の主な活動

### 舞台
- 『Triangle〜ルームシェアのススメ〜』（2009年3月〜4月/PARCO劇場・大阪厚生年金会館芸術ホール・福岡市民会館）片山芽衣
- 『グレイ・ガーデンズ』（2009年11月〜12月/シアタークリエ・シアターBRAVA!）リトル・イディ
- 『ザ★ミュージックマン』（2010年4月〜5月/東京芸術劇場・新国立劇場中劇場・愛知県芸術劇場・森ノ宮ピロティホール・札幌市民ホール）マリアン
- 『愛と青春の宝塚』（2011年2月〜3月/青山劇場・梅田芸術劇場・愛知県芸術劇場）紅花ほのか（ベニ）
- 『BLEACH連載10周年記念公演ROCK MUSICAL BLEACH』（2011年7月〜8月/シアター1010・愛知県芸術劇場・森ノ宮ピロティホール・新潟県民会館・石川・本多の森ホール・シアタークリエ）遥華
- 『Triangle Vol.2〜探し屋ジョニーヤマダ〜』（2011年10月〜11月/PARCO劇場・刈谷市総合文化センター大ホール・梅田芸術劇場シアター・ドラマシティ・キャナルシティ劇場）ビッキービッキー
- 『神戸 はばたきの坂』（2012年4月〜5月/兵庫県立芸術文化センター阪急中ホール、新宿文化センター大ホール）横手ミチヨ
- 『新生 ROCK MUSICAL BLEACH REprise』（2012年8月〜9月/品川ステラボール）遥華
- 『ミュージカル　ファンタスティックス』（2012年11月〜12月/博品館劇場、キャナルシティ劇場、メディキッド県民文化センター演劇ホール、草月ホール、中津川市東美濃ふれあいセンター）ルイザ
- 『遠い夏のゴッホ』（2013年2月〜3月/赤坂ACTシアター・新歌舞伎座）ブリギッダ
- 『音楽劇Smile of Chaplin〜スマイル・オブ・チャップリン〜』（2013年3月/赤坂ACTシアター・森ノ宮ピロティホール）歌手の妻/高野虎市の娘ユリコ
- 『ミュージカル　天翔ける風に』（2013年6月/シアタークリエ・ドラマシティ）三条智
- 『ミュージカル　ひめゆり』（2013年7月/シアター1010）キミ
- 『TAKARAZUKA WAY TO 100th ANNIVERSARY FINAL　DREAM,　A　DREAM』（2013年10月〜11月/東急シアターオーブ・梅田芸術劇場メインホール）
- 『ミュージカル　何処へ行く』（2014年3月/シアター1010）リギア
- 『セレブレーション100!宝塚〜この愛よ永遠に〜』（2014年5月〜6月/青山劇場・梅田芸術劇場メインホール）
- 『マホロバ』（2014年7月〜8月/シアタークリエ・名鉄ホール・サンケイホールプリーゼ）ミズホ
- 『SUPER GIFT』（2015年9月 - 10月/東京国際フォーラム・梅田芸術劇場）
- 『夜の姉妹』（2015年12月/プリンスホテル クラブeX・近鉄アート館） - ラインハルト 役[5]
- 『オフェリアと影の一座』（2016年11月 - 12月/りゅーとぴあ 新潟市民芸術文化会館、プレイハウス、兵庫県立芸術文化センター阪急中ホール）影（トゥーランドット姫）[6]
- ミュージカル『アニー』（2017年4月 - 5月、新国立劇場） - グレース 役[7]
- 海のSDGsプロジェクト 海の音楽劇『プリンス・オブ・マーメイド2022』～海からの2000年後のおくりもの～（2022年8月5日 - 8日、こくみん共済 coop ホール／スペース・ゼロ）[8]
- ミュージカル『カラフル』（2023年7月22日 - 8月6日、世田谷パブリックシアター 他） - 真の母 役
- ミュージカル『ひめゆり』（2025年8月21日 - 24日〈予定〉、シアター1010） - 上原婦長 役[9]

### ラジオドラマ
- 青春アドベンチャー （NHK-FM）
  - 「白銀騎士団 シルバー・ナイツ」（2022年11月7日 - 18日）[10]
  - 『白銀騎士団 -高貴なる亡霊-』（2025年2月24日 - 3月7日）[11] - エリザベス 役
- FMシアター（NHK-FM）
  - 『バンザイタイムマシン』（2021年7月10日） - 足立美月 役[12]
  - 『アディショナルタイム』（2025年1月11日） - タム 役[13]
- 特集オーディオドラマ（NHK-FM）
  - 「1975年に生まれて」（2025年3月22日）[14] -  高田チエ 役

## 受賞歴
- 2003年、『宝塚歌劇団年度賞』 - 2002年度新人賞[15]
- 2005年、『阪急すみれ会パンジー賞』 - 娘役賞[16]
- 2006年、『宝塚歌劇団年度賞』 - 2005年度優秀賞[15]